# Скандорфф, Аксель
А́ксель Карл Ска́ндорфф (дат. Axel Carl Schandorff; 3 марта 1925, Копенгаген — 28 января 2016, там же) — датский трековый велогонщик, спринтер. Выступал за национальную сборную Дании во второй половине 1940-х годов, бронзовый призёр летних Олимпийских игр в Лондоне, двукратный серебряный призёр трековых чемпионатов мира, девятикратный чемпион Дании в спринте.

## Биография
Детство провёл в городском округе Нёрребро. Активно заниматься велосипедным спортом начал с раннего детства, проходил подготовку в столичном спортивном клубе DBC.
После окончания Второй мировой войны вошёл в число сильнейших датских велогонщиков на треке, в период 1946—1954 годов он девять раз подряд становился чемпионом Дании в спринте, в том числе четыре раза как любитель и пять раз как профессионал. В 1946 году побывал на чемпионате мира в Цюрихе, откуда привёз награду серебряного достоинства, выигранную в спринте среди любителей — сильнее него оказался только швейцарец Оскар Платтнер. Два года спустя на мировом первенстве в Амстердаме вновь стал серебряным призёром в той же дисциплине — на сей раз его обошёл итальянец Марио Гелла.
Наибольшего спортивного успеха в своей спортивной карьере добился в сезоне 1948 года, когда вошёл в основной состав датской национальной сборной и благодаря череде удачных выступлений удостоился права защищать честь страны на летних Олимпийских играх в Лондоне. В первом раунде мужского спринта обогнал австралийца Чарли Баццано, затем во втором раунде взял верх над представителем Австрии Эрихом Вельтом, на стадии четвертьфиналов победил американца Джека Хейда, но в полуфинале уступил итальянцу Марио Гелла, который в итоге и стал олимпийским чемпионом. В утешительной встрече за третье место вновь обошёл австралийца Баццано и завоевал тем самым бронзовую олимпийскую медаль. Также стартовал здесь в гите на 1000 метров, где, тем не менее, попасть в число призёров не смог, занял в итоговом протоколе соревнований пятое место.
После завершения спортивной карьеры занимал должность председателя общества велогонщиков-профессионалов Дании, в течение многих лет находился на посту директора копенгагенского велодрома. Помимо велоспорта занимался также ювелирным делом, владел собственной ювелирной лавкой в Копенгагене. Его дочь Силья Скандорфф стала довольно известной в Дании балериной.